# 탄도 제원표

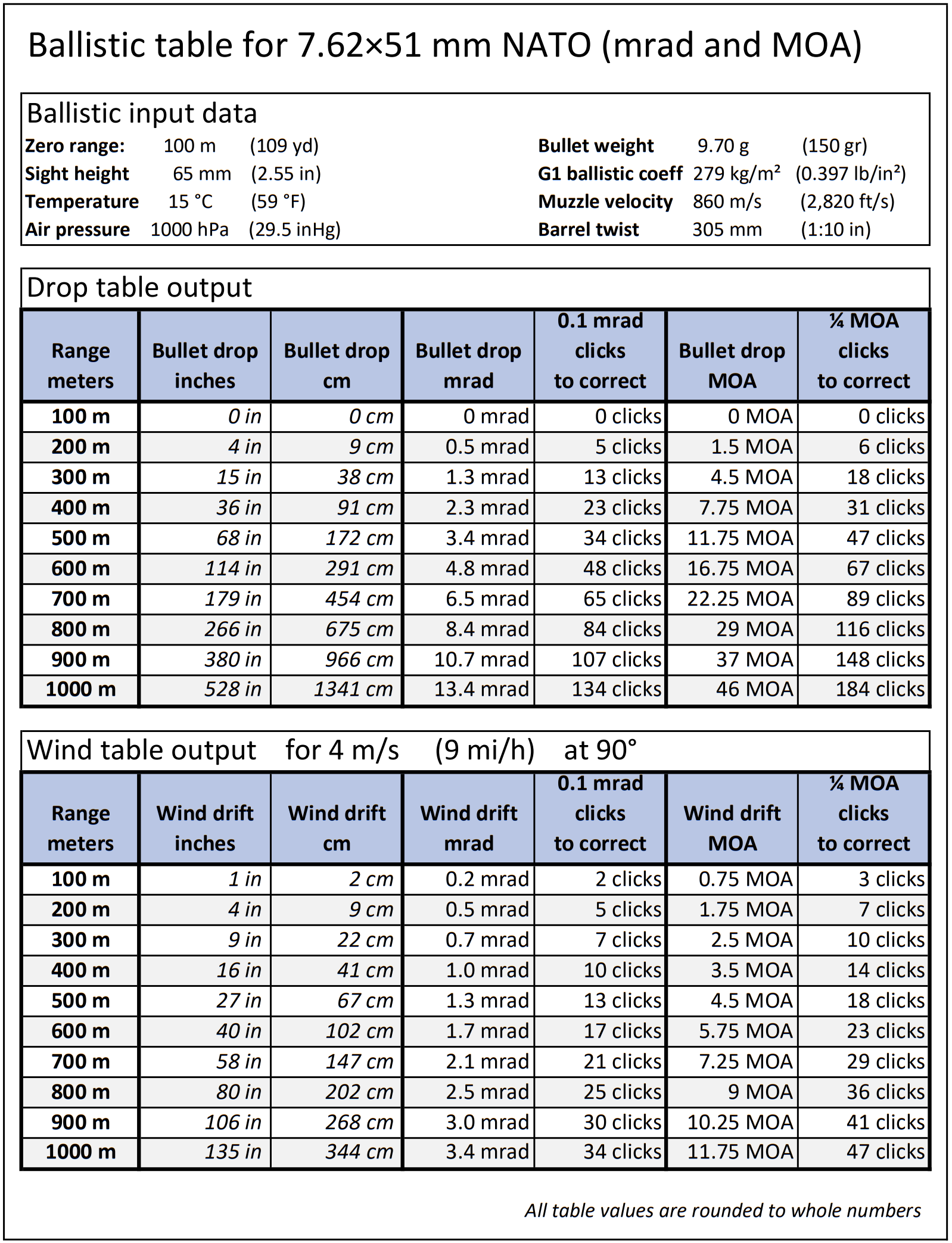
7.62×51mm NATO 하중에 대한 탄도표의 예. 총알 낙하와 바람 표류는 밀리라디안과 미니트 오브 앵글(MOA)에 모두 표시되어 있다.

탄도 제원표, 탄도 테이블(ballistic table) 또는 탄도 차트, DOPE(data of previous engagements)는 발사체의 궤적을 예측하고 중력 및 바람 표류의 물리적 효과를 보상하기 위해, 발사체가 의도한 목표에 성공적으로 도달할 확률을 높이기 위해 장거리 사격에 사용되는 참조 데이터 차트이다. 탄도 제원표는 일반적으로 표적 사격, 사냥, 군사 사격 및 탄도학 응용 분야에 사용된다.
탄도 차트 데이터는 일반적으로 밀리라디안(mil/mrad) 또는 호분(MOA) 단위의 각도 측정으로 제공되며, 다양한 참조 거리를 나타내는 행과 정보 범주(예: 각도)에 해당하는 열이 있는 테이블 형식으로 배열된다. 편차, 실제 낙하/드리프트 거리, "클릭" 횟수 등) 사수가 관심을 갖는 부분이다. 의도한 표적의 거리를 측정한 후 사수는 차트 데이터를 읽어서 필요한 탄도 보정(영점 조정 범위에 상대적)을 추정하고 스코프의 조정 손잡이를 돌리거나 조준경의 참조 표시를 사용하여 그에 따라 스코프의 십자선의 조준을 교정할 수 있다.
탄도 제원표는 일반적으로 탄도 소프트웨어로 알려진 수학적 기능을 기반으로 특별히 설계된 컴퓨터 프로그램을 사용하여 생성되며, 탄도 소프트웨어를 실행하는 전자 장치를 탄도 계산기 또는 탄도 컴퓨터라고 한다. 탄도 계산기에 대한 입력 수는 때때로 특정 생성기에 따라 달라질 수 있거나 사용자가 특정 변수만 입력하도록 선택할 수 있다. 예를 들어 조준경 조정 값(mil 또는 MOA 단위), 영점 범위, 의도한 목표 범위, 총구 속도, 구경, 탄도 계수 및 총알 무게에 대한 입력을 사용하여 매우 간단한 드롭 테이블을 만들 수 있다. 궤적을 계산하는 데 영향을 미치는 일부 환경 영향에는 중력, 발사체 회전, 바람, 온도, 기압 및 습도가 있다. 고급 테이블에서는 궤적을 보다 정확하게 예측하기 위해 더 많은 요소를 고려할 수 있다. 탄환의 비행 시간이 길어지면 중력과 바람의 영향을 더 많이 받게 된다. 이러한 변수 중 일부는 더 짧은 범위에서는 무시할 수 있는 영향을 미칠 수 있다.